# Прео (Ардеш)
Прео́ (фр. и окс. Préaux) — коммуна во Франции, находится в регионе Рона — Альпы. Департамент коммуны — Ардеш. Входит в состав кантона Сатийё. Округ коммуны — Турнон-сюр-Рон.
Код INSEE коммуны — 07185.

## Население
Население коммуны на 2008 год составляло 585 человек.
| 1962 | 1968 | 1975 | 1982 | 1990 | 1999 | 2008 |
| ---- | ---- | ---- | ---- | ---- | ---- | ---- |
| 471  | 554  | 505  | 505  | 511  | 514  | 585  |

## Экономика

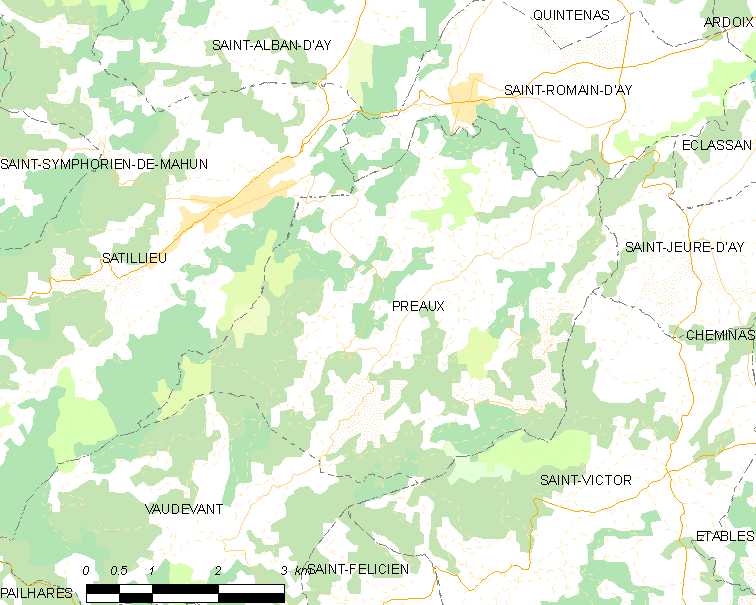
Карта коммуны

В 2007 году среди 377 человек в трудоспособном возрасте (15—64 лет) 277 были экономически активными, 100 — неактивными (показатель активности — 73,5 %, в 1999 году было 72,4 %). Из 277 активных работали 244 человека (134 мужчины и 110 женщин), безработных было 33 (15 мужчин и 18 женщин). Среди 100 неактивных 42 человека были учениками или студентами, 34 — пенсионерами, 24 были неактивными по другим причинам.